# Chimaeropsyllidae
Chimaeropsyllidae (лат.) — семейство блох. Южная Африка.
Около 30 видов.
Паразитируют на грызунах, насекомоядных и представителях отряда прыгунчиковые. Вид Demeillonia granti обнаружен на прыгунчиках Elephantulus edwardii (A. Smith, 1839) и Elephantulus myurus Thomas & Schwann, 1906 в Западной Капской провинции ЮАР. Представители рода Chiastopsylla найдены на  акациевых крысах, карликовых песчанках, многососковых мышах, полосатых полевых мышах и на насекомоядных белозубках.

## Систематика
3 подсемейства, около 30 видов. Ранее рассматривалось в качестве подсемейства в составе семейства Hystrichopsyllidae. 7 родов.
- Подсемейство Chiastopsyllinae Wagner, 1939
  - Chiastopsylla Rothschild, 1910 — 16 видов[7]
  - Cryptopsylla De Meillon, 1949 — 1 вид
    - Cryptopsylla ingrami (De Meillon, 1938)

  - Praeopsylla Ingram, 1927 — 1 вид
    - Praeopsylla powelli Ingram, 1927
- Подсемейство Chimaeropsyllinae Rothschild, 1911
  - Chimaeropsylla  Rothschild, 1911 — 2 вида
    - Chimaeropsylla haddowi Smit, 1952
    - Chimaeropsylla potis Rothschild, 1911

  - Hypsophthalmus Jordan & Rothschild, 1913 — 3 вида[7]
    - Hypsophthalmus campestris  Jordan et Rothschild, 1913
    - Hypsophthalmus montivagans  De Meillon et Hardy, 1954
    - Hypsophthalmus temporis  De Meillon, 1940
- Подсемейство Epirimiinae Jordan, 1948[8]
  - Demeillonia Hopkins & Rothschild, 1956 — 2 вида
    - Demeillionia granti (Rothschild, 1904)[4]
    - Demeillionia miriamae Hopkins et De Meillon, 1964[8]

  - Epirimia De Meillon, 1940
    - Epirimia aganippes (Rothschild, 1904)

  - Macroscelidopsylla De Meillon & Mercus, 1958
    - Macroscelidopsylla albertyni De Meillon et Marcus, 1958[4]